# Barbershop (serie televisiva)
Barbershop  è una serie televisiva statunitense in 10 episodi trasmessi per la prima volta nel corso di una sola stagione nel 2005.
È basata sui film La bottega del barbiere del 2002 e La bottega del barbiere 2 del 2004. È una sitcom incentrata sulle vicende di Calvin Palmer, Jr., un afro-americano titolare di una bottega di barbiere sul South Side di Chicago, Illinois.

## Personaggi e interpreti
- Calvin (10 episodi, 2005), interpretato da Omar Gooding.
- Yinka (10 episodi, 2005), interpretato da Gbenga Akinnagbe.
- Isaac (10 episodi, 2005), interpretato da Wes Chatham.
- Jimmy (10 episodi, 2005), interpretato da Leslie Elliard.
- Terri (10 episodi, 2005), interpretato da Toni Trucks.
- Romadal (10 episodi, 2005), interpretato da Dan White.
- Cliente (10 episodi, 2005), interpretato da 'Big' LeRoy Mobley.
- Malcolm (9 episodi, 2005), interpretato da Doran Reed.
- David Kang (5 episodi, 2005), interpretato da Kipp Shiotani.
- Raina (5 episodi, 2005), interpretata da Kendra Danielle Smith.
- Bashir (4 episodi, 2005), interpretato da Sunkrish Bala.
- Bennie (4 episodi, 2005), interpretato da Karl Calhoun.
- Ufficiale Reed (4 episodi, 2005), interpretato da Chelle Cerceo.
- Ufficiale Malloy (4 episodi, 2005), interpretato da Adam Clark.
- Leonard (4 episodi, 2005), interpretato da Michael Colyar.
- Da Boot (4 episodi, 2005), interpretato da Kia Goodwin.
- Big Trickey (4 episodi, 2005), interpretato da Page Kennedy.
- Derrick (4 episodi, 2005), interpretato da Phil LaMarr.
- Slavko (4 episodi, 2005), interpretato da Sean Laughlin.
- Veronica Farwright (4 episodi, 2005), interpretata da Lalanya Masters.
- Claire (4 episodi, 2005), interpretata da Sheryl Lee Ralph.
- Ray Ray (4 episodi, 2005), interpretato da Azell Taylor.
- Dana (4 episodi, 2005), interpretato da Lauren Tom.
- Vivian (3 episodi, 2005), interpretata da Nzinga Blake.
- Michael (3 episodi, 2005), interpretato da Yun Choi.
- James Ricky (3 episodi, 2005), interpretato da Kevin Hart.
- Fernandez Hernandez (3 episodi, 2005), interpretato da Renzo Lewis Jr..
- Detective Hahanna (3 episodi, 2005), interpretata da Nia Peeples.
- Nicholas Kane (3 episodi, 2005), interpretato da John Rubinstein.
- Mae (3 episodi, 2005), interpretato da Roz Ryan.
- Lea Robinson (3 episodi, 2005), interpretata da Tammy Townsend.

## Produzione
La serie, ideata da Mark Brown, fu prodotta da Blind Decker Productions e girata a Los Angeles e a Chicago. Le musiche furono composte da John Adair, Ryan Elder e Steve Hampton.

### Registi
Tra i registi sono accreditati:
- Linda Mendoza in 2 episodi (2005)
- John Ridley in 2 episodi (2005)
- Lee Shallat Chemel in 2 episodi (2005)

### Sceneggiatori
Tra gli sceneggiatori sono accreditati:
- John Ridley in 11 episodi (2005)
- George L. Tarrant Jr.

## Distribuzione
La serie fu trasmessa negli Stati Uniti dal 14 agosto 2005 al 16 ottobre 2005 sulla rete televisiva Showtime. In Italia è stata trasmessa dal 4 marzo 2007 su FX con il titolo Barbershop.

## Episodi
| Stagione       | Episodi | Prima TV USA | Prima TV Italia |
| -------------- | ------- | ------------ | --------------- |
| Prima stagione | 10      | 2005         | 2007            |